# حسان حتحوت
د.حسان حتحوت طبيب مصري أمريكي متخصص في علم الأجنة والنساء والتوليد ولد في مدينة شبين الكوم بمحافظة المنوفية بمصر في 23 ديسمبر 1924 وتوفي في 26 أبريل 2009. أنضم للإخوان المسلمين عام 1941م علي يد الإمام حسن البنا المرشد الأول والمؤسس للجماعة وشارك في حرب فلسطين كطبيب. عمل بمصر والسعودية والكويت والتي مكث بها طويلا مشاركا في تأسيس كلية الطب ورئاسة قسم أمراض النساء والتوليد هناك، له نشاط كبير في تقديم الإسلام في أمريكا بصورته الصحيحة وصد الهجوم الغربي واللوبي الصهيوني علي المسلمين هناك كما شارك بعدة تحالفات مثل التحالف ضد استخدام الأسلحة النووية، والتحالف ضد إباحة الإجهاض أو سوء استخدام الدين بكافة أشكاله كما كان ضمن تحالف إسلامي قام بصلاة عيد الفطر في حديقة البيت الأبيض عام 1999 بمشاركة زوجة الرئيس الأمريكي وإبنته.

## الدراسة
- درس الطب في جامعة فؤاد الأول (جامعة القاهرة الآن) وتخصص في مجال طب النساء والولادة وحصل على دبلوم التخصص من نفس كليته عام 1952.[1]
- حصل على درجة الدكتوراة ثم الزمالة من إنجلترا في علم الأجنة.

## وصلات خارجية
- حسان حتحوت على موقع أرشيف الشارخ.
- حسان حتحوت.. مد جسور بين المسلمين وغيرهم، برنامج زيارة خاصة، قناة الجزيرة، 4 مارس 2006م
- حسان حتحوت.. أمة في رجل، د. يوسف القرضاوي، مدارك، إسلام أون لاين، 2 مايو 2009م
- حسان حتحوت.. الطبيب الداعية، إخوان أون لاين، 1 مايو 2009م